# Jesús E. Maldonado
Jesús Eduardo Maldonado (* im 20. Jahrhundert) ist ein mexikanisch-US-amerikanischer Genforscher und Mammaloge vom Center for Conservation Genomics an der Smithsonian Institution.

## Leben
Maldonado wuchs in einem Vorort von Mexiko-Stadt auf und zog 1979 wegen seines Studiums nach Pennsylvania. 1983 erlangte er einen Bachelor of Science an der Shippensburg University of Pennsylvania und 1985 einen Master of Science an derselben Universität. Im Jahr 2001 wurde er mit der Dissertation Genetic and morphologic variation in ornate shrews (Sorex ornatus) and molecular systematics of red toothed shrews (Mammalia: Soricidae) unter der Leitung von Robert K. Wayne, Donald G. Buth und Charles R. Marshall zum Ph.D. in Organismischer Biologie, Ökologie und Evolution an der University of California, Los Angeles promoviert. 1998 wechselte er zur Smithsonian Institution, wo er im Genetikprogramm für den Smithsonian National Zoological Park und das National Museum of Natural History in Washington, D.C. tätig ist. Sein Hauptforschungsgebiet ist die evolutionäre Genetik der Säugetiere. Im Jahr 1996 begann er seine Langzeitstudie über den Kitfuchs (Vulpes macrotis), bei der er mitochondriale DNA-Sequenzdaten verwendete, um die phylogenetischen Beziehungen des stark gefährdeten mexikanischen Kitfuchses mit den Kitfuchspopulationen der nordamerikanischen Trockengebiete zu vergleichen. Im Jahr 2002 beschrieb er die beiden Unterarten Ozotoceros bezoarticus arerunguaensis und Ozotoceros bezoarticus uruguayensis des Pampashirsches. Darüber hinaus führte er genetische Forschungsarbeiten über seltene oder gefährdete Säugetiere durch. Im Jahr 2013 gehörte er zu den Erstbeschreibern des Anden-Makibärs (Bassaricyon neblina).